# Anomaloglossus verbeeksnyderorum
Espèce
Anomaloglossus verbeeksnyderorum est une espèce d'amphibiens de la famille des Aromobatidae.

## Répartition
Cette espèce est endémique de l'État d'Amazonas au Venezuela. Elle a été découverte à Tobogán dans la municipalité d'Atures à 56 m d'altitude.

## Publication originale
- Barrio-Amorós, Santos & Jovanovic, 2010 : A new dendrobatid frog (Anura: Dendrobatidae:Anomaloglossus) from the Orinoquian rainforest, southern Venezuela. Zootaxa, no 2413, p. 37-50.